# Salvia roemeriana
Salvia roemeriana är en kransblommig växtart som beskrevs av Scheele. Salvia roemeriana ingår i släktet salvior, och familjen kransblommiga växter. Inga underarter finns listade i Catalogue of Life.

## Bildgalleri

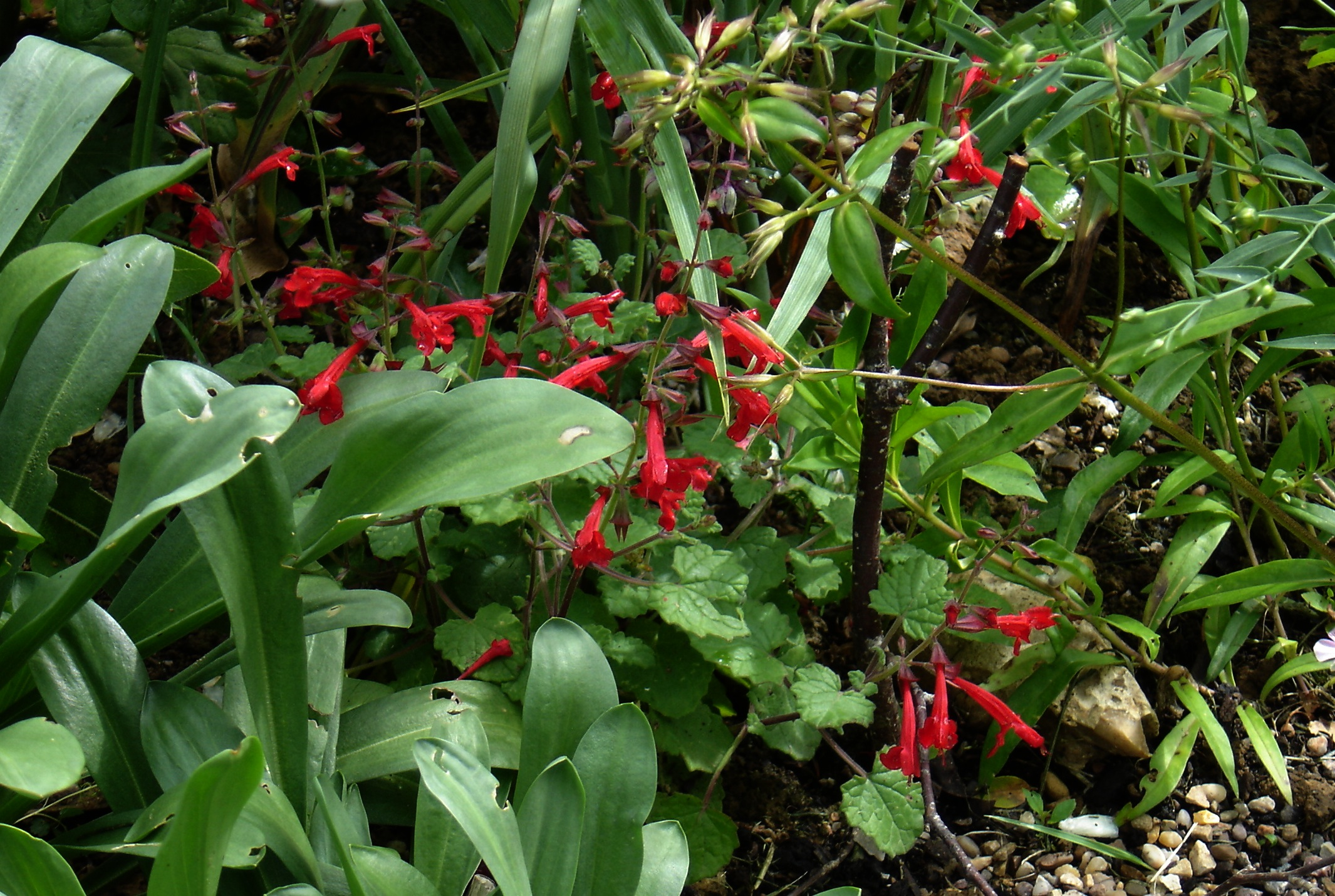